# 雅拉河

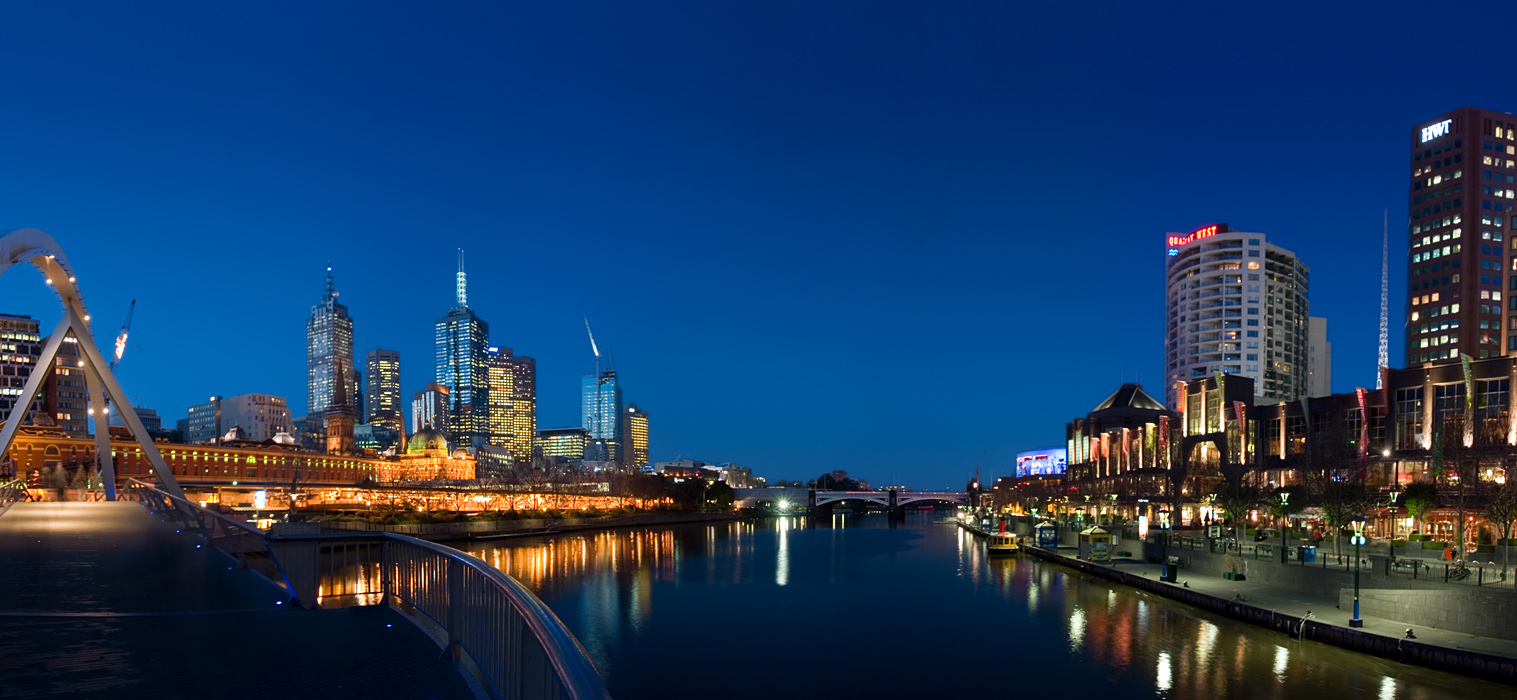
夜晚的雅拉河兩岸

雅拉河（英語：Yarra River）是澳大利亞維多利亞州中南部偏东的一条河流，因维多利亚州首府、澳大利亚第二大城市墨爾本于1835年在其河口北岸建城而著名，如今其下游流域主要由墨尔本大都市区的东部和东北部郊区组成。
雅拉河得名于其发源地——大分水岭西南末段维多利亚阿尔卑斯山脉的余脉雅拉山脉（Yarra Ranges），沿雅拉河谷向西流经242（150英里）穿过今天墨尔本大都市区所在的沿海平原，最后在墨尔本市中心以西与其最大支流马瑞巴农河（Maribyrnong River）汇合后转向南注入菲利普港湾最北端的霍布森湾（Hobsons Bay）。澳大利亚最大的集装箱货运港口——墨尔本港（Port of Melbourne）就建立在其河口两侧，而墨尔本著名的西门大桥就横跨其河口上游。
在史前的时候雅拉河是澳大利亚原住民的重要食物来源和集会场所。欧洲移民到达后不久剩下的原住民居民就被从河边驱逐走了。原来住在当地的乌兰德杰瑞人把它叫做。今天的名称来源于从另一个乌兰德杰瑞人词的错误翻译。
早期欧洲移民主要用雅拉河作为农业灌溉。从1835年至今河的景象发生了巨大的变化。原来的河床逐渐被破坏，在一些地方被加宽。今天众多跨越雅拉河的桥梁中的第一座是王子桥（Princes Bridge）。在维多利亚淘金热时期里它的两岸被大量开矿，形成了今天在沃兰代特的隧道和沃伯顿上游的大小半岛隧道。水坝和扩宽如上雅拉蓄水池帮助纺织墨尔本免受洪水泛滥。伐木也对上游造成了影响。最后工业化导致了雅拉河和玛列拜朗河交汇处以及西墨尔本科德岛周围沼泽地的破坏。
位於澳大利亞維多利亞州首府墨爾本之南，基本上墨城是沿着本河而興建的。雅拉河的沿岸本來有數十條鐵路通過，但經過1990年代的都市更新計劃，市政府將原設建置於市中心的路線重整以後，原來的鐵路軌道所佔用的空間，用來興建市民公園。
今天雅拉河被澳大利亚最繁忙的港口墨尔本港用作集装箱船码头。墨尔本市内的河段无法使得大船通过，被越来越多地被运输（摆渡）和体育（划船和游泳）使用。近年来由于下游污染越来越严重体育活动受到影响。上游依然比较卫生。
每年的蒙巴节 (Moomba Festival) 庆祝雅拉河对墨尔本文化越来越大的重要性。

## 语源
在欧洲人到来以前居住在维多利亚中部大多数地区的乌兰德杰瑞人称雅拉河为。它可能来自“不停地流”的意思。欧洲人到达后1835年它获得了的名称。欧洲人错认为这是土著人给这条河的名称。但是实际上它只是“瀑布”或者“河流”的意思，被用来指任何河流，不仅仅指雅拉河。

## 历史

### 史前时期

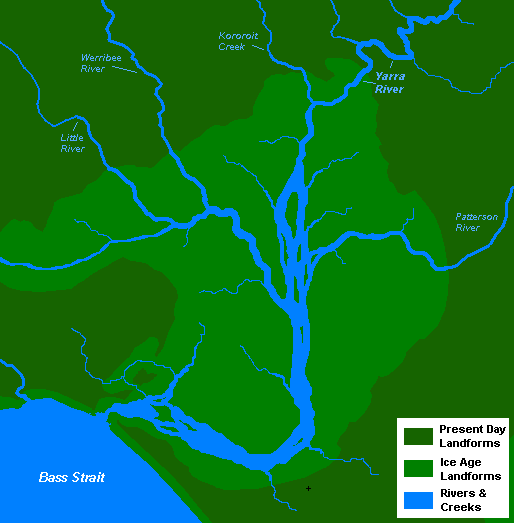
末次冰期结束导致菲利普港湾形成前的雅拉河下游的大致形态

雅拉河在地质学史上曾直接流入巴斯海峡（当时是个西面开口的海湾），比现在的流域也要广阔得多，基本上现今流入菲利普港湾的所有沿岸河流在地球历史上都曾是雅拉河的支流。在8000～10000年前，因为末次冰期结束后海平面上升，古雅拉河下游流域的广阔冲积平原被倒灌进入内陆的海水淹没，在原先各支流汇集的湖泊和湿地区域周边形成了一个有一半水域深度不足8（26英尺）的内陆浅水海湾——也就是现在的菲利普港湾，原先的雅拉河古河口则变成了现在的“裂口”海峡。
雅拉河流域和今天的墨尔本地区本来是属于库林族乌兰德杰瑞人的居住区。估计澳大利亚原住民在这里至少已经居住了三万年的时间了。对于乌兰德杰瑞人来说雅拉河是一个重要的资源，在河畔及其支流两岸经常召开重要的部落集会。在欧洲人在19世纪中到达这里之前乌兰德杰瑞人永續地使用河里的资源。

### 欧洲人到达和定居

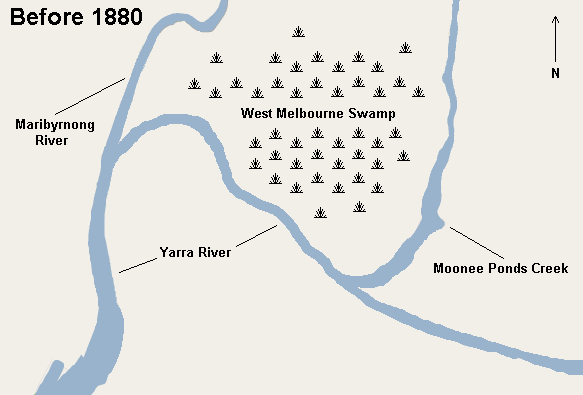
1880年前雅拉河和玛列拜朗河的交汇点

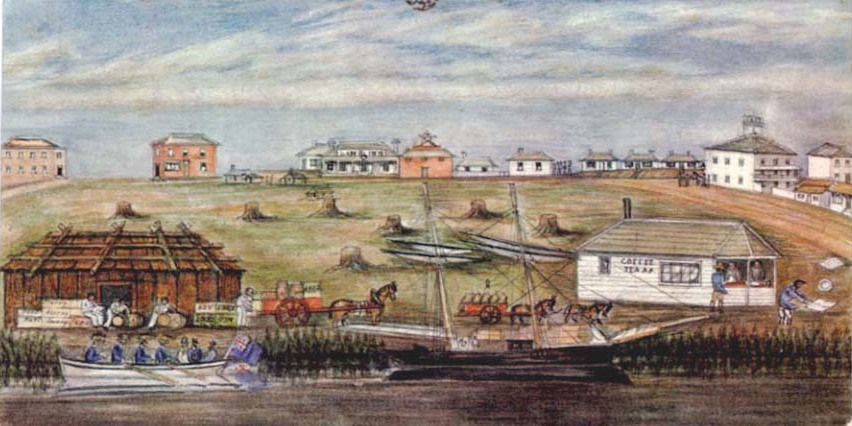
到达墨尔本，1840年，水彩画，W. Liardet

1803年由新南威尔士勘查总管查尔斯·格里姆斯带领的勘查队进入雅拉河，这是来到当地的首批欧洲人。他们逆河而上一直到一个瀑布，不能继续前进。在此后30年里没有欧洲探险家再次进入雅拉河。1835年菲利普港协会的领导会员之一约翰·伯特曼勘探了今天墨尔本的中部和北部地区。他与八名乌兰德杰瑞人长老协议购买了共60万公顷（2400平方公里）的地。他在雅拉河北岸选择了一个地方宣布“这里将建立一座村庄”。
从1835年开始雅拉河在墨尔本建城的过程中起了很大作用。新居民点的主要港口被设立在海水与淡水交融的地方。船停泊在瀑布的一侧，而另一侧则为城市提供饮水和下水。在城市的早期墨尔本有两座港，其中雅拉港是比较常用的，因为它直接和城市的主要街道相连，墨尔本的海关也在这里。河边逐渐形成了早期的工业，它们很快就使得河水质量下降，迫使墨尔本去别处寻找饮水。很快工业也开始使用雅拉河及其支流作为垃圾堆以及在里面排泄有害的化学物质。
河上的第一座永久性桥梁是王子桥，它最早是1844年建造的一座木制支架桥。今天的王子桥是1888年建的。在早年里雅拉河经常发大水。大水在上游的地区如亚拉格林和冷溪不是大问题，但是在下游的沃兰代特等市区却造成了危害。上雅拉河坝就是为了减缓洪水，保护沿河市区建造的。但是由于河岸降低和淤泥却造成了其它问题如侵蚀和鹽化。

### 维多利亚淘金热

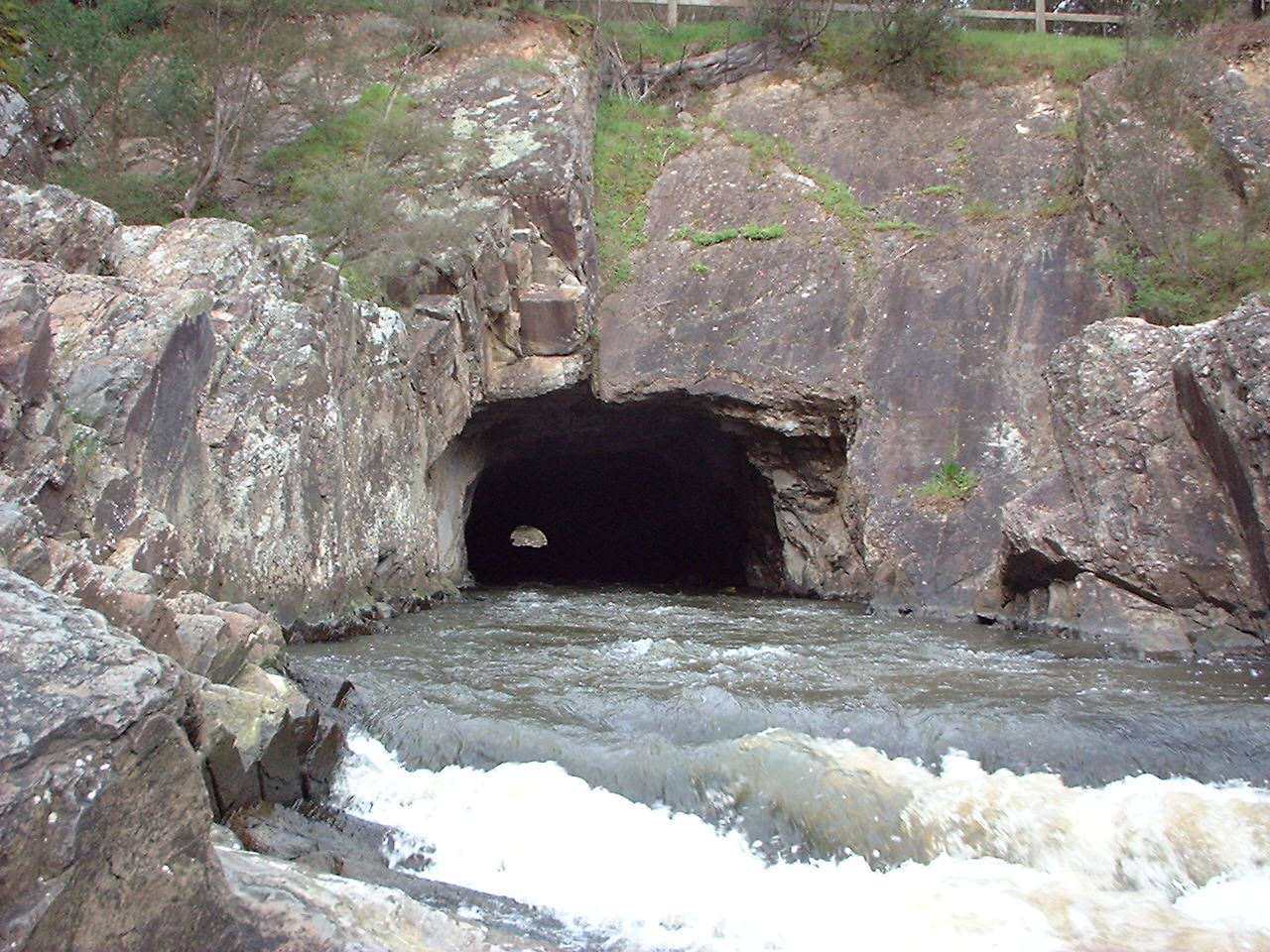
隧道

最早在维多利亚州发现金是在雅拉河附近的沃兰代特。1851年在雅拉河的一条支流上有人发现了金，标志着维多利亚淘金热的开始。今天在沃兰代特州立公园还有一座小山标志着当时发现金的地方。当时淘金的人把雅拉河排干和改流来寻找金子。今天沃兰代特的一座隧道还是当时排水的遗迹。当时的矿工把河挡住，通过这个隧道把水引到下游，使得原来的河床干枯，然后他们在里面寻找金子。除了这个隧道外还有一些其它的隧道也起这个作用。
淘金热使得墨尔本增长迅速，在其初期雅拉河两岸布满了矿工的“帐篷城”。在1840年代里在原来的瀑布上建造了一座堰来驱动一座磨，另外这座堰也可以用来控制河流的下游。从墨尔本建城初期开始河流的中段和上端就被用来休闲。1846年墨尔本皇家植物园在雅拉河边开设，为了开凿一座人工湖河道被稍微更改。1853年在植物园的上游开设了克莱莫尼花园。

### 工业化

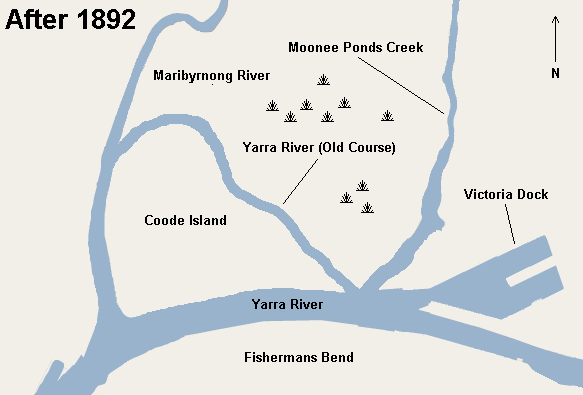
1880年至1892年的建筑工程完成后科德岛的形成

19世纪末雅拉河的入海口和原西墨尔本沼泽地部分被加宽来建造港口、船坞、桥梁和其它基础设施。河流的工业化以及不断增长的港口工业导致了大量基础设施的建造，在河流的下游造成河床的巨大更改。从1870年代开始开挖新的行船运河来使得雅拉河更加适宜行船的计划就被提出了。
第一个大变化是在1880年到1886年间开凿“渔人弯”运河。这个工程导致了科德岛的形成，该岛是按照负责开发和港口建设的工程师命名的。在开凿运河的同时河床也被加宽加深，在一些地区大量的土地被挖掉了来使得货船和集装箱船能够容易地停泊，比如在今天的维多利亚港。屠宰场、熔炉，甚至殮房将废水排到河的下游。这个工业化也导致19世纪和20世纪里河水质量不断下降。1891年的洪水使得雅拉河宽达305米。
为建造这座原来叫做“西墨尔本码头”的码头一共开挖了230万立方米的土，码头于1892年启用。被挖出来的土被填到了西墨尔本沼泽地里。雅拉河的水用了六天的时间来充满码头，码头后来被改名为维多利亚码头。1910年主运河被加宽加深。1916年维多利亚码头的中央停泊点完成，又添加了六个停泊点、仓库和墨尔本的港口地表。1942年在科德岛原雅拉河的河床有650米被填，1950年代里原来的河床完全被填，今天的新渔市场就位于被填的地方。
1957年上雅拉河水库建成。它的目的主要在于减轻下流的洪水。水库导致雅拉河的流量约减半。1966年和1972年间用来作为现代集装箱码头的斯旺松码头建成。与此同时维多利亚码头的物量骤减，1970年代中它停用。1972年2月洪水中墨尔本的市中心金融区被淹。

### 近年

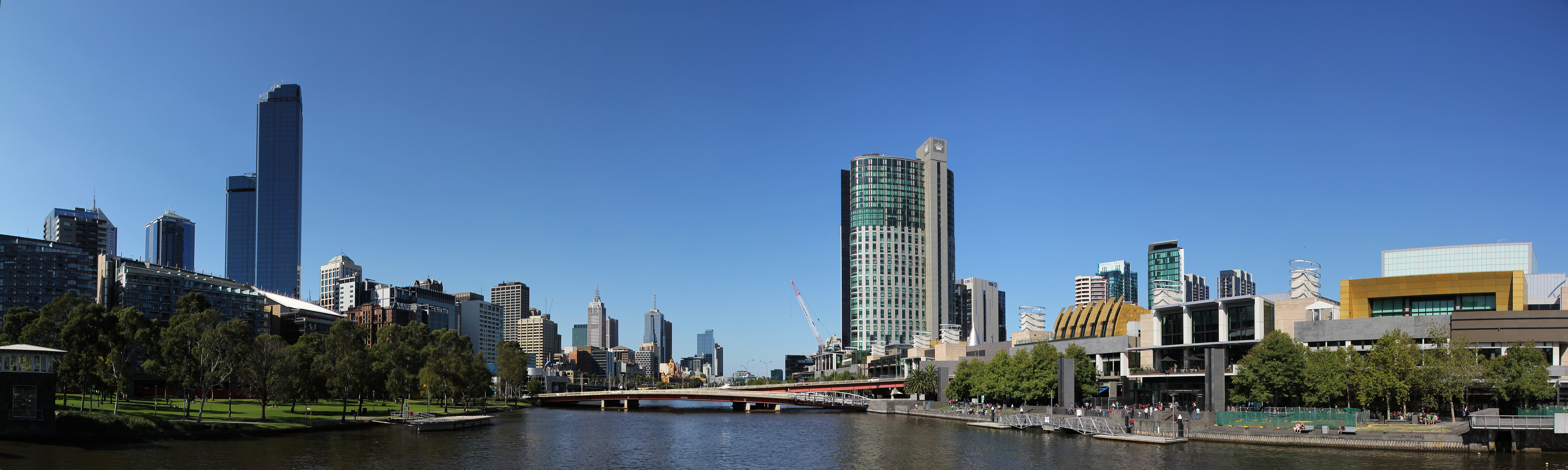
南岸的发展标志着雅拉河重新成为墨尔本的中央活动区

1960年代里墨尔本居民中越来越的人意识到雅拉河被多么疏忽，因此形成了不同的社群群体和组织抗议河流的生态状况。在1970和1980年代里许多河畔的发展开始，比如維多利亞藝術中心，1990年代初在下游河畔也出现了越来越多的高密度居民区。墨尔本市政府同时也开始了一些小项目，比如安装垃圾捕获器。在1990年代晚期在南雅拉区的居民区和把过去的工业区转化的南岸形成。
约2000年流经市中心的河段成为政府项目的中心。原计划把墨尔本博物馆建在南岸，但是后来皇冠赌场和墨尔本展览中心被建在该处。2000年墨爾本濱海港區城市化重建项目也开工，这个新区是一个混合的居住、商业和休闲区，在停用的维多利亚码头和雅拉河南岸有休闲船停泊处。在雅拉河畔还建造了一些公园。市中心还设立了一些渡船和水上的士，连结市中心和南雅拉以及哈伯森氏湾。
2008年雅拉河入海口开始加深来使得最新的第五代集装箱船可以进入。由于有人担心这个工程可能把工业化时期积累下来的重金属和有毒淤泥掀起，因此有些反对声音，整个工程被仔细检查。

## 污染和环境问题

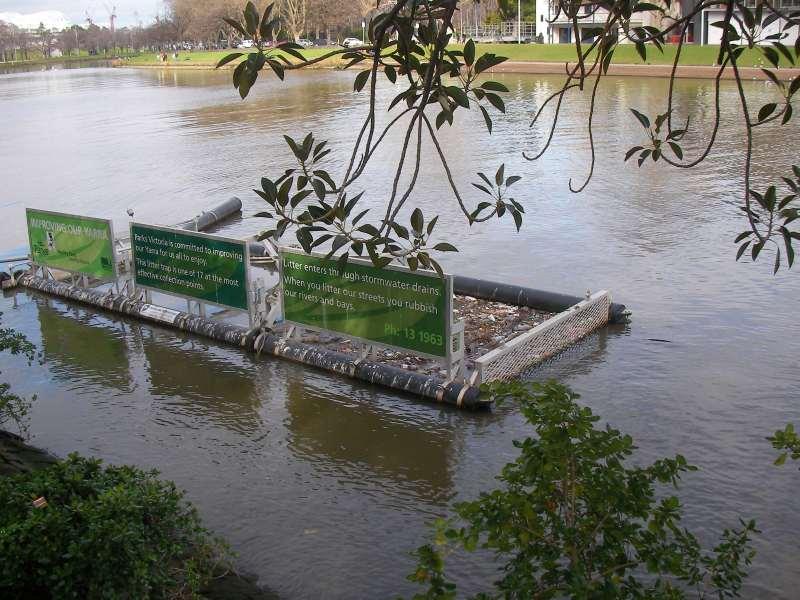
垃圾捕获器

在约四万年的时间里雅拉河对于乌兰德杰瑞人来说是一个重要的资源。直到欧洲人在19世纪中在这里定居为止乌兰德杰瑞人对河里的资源用续性使用。早期在河畔设立的工业向河内排泄了大量危险化学药剂、污水、油和重金属等污染物。从20世纪中开始工业被逐渐从河畔移走，从这个时候开始污染主要来源于洪水、污水和过去污染留下来的遗迹。淘金在河的小段破坏了河畔的植物，并排干了河段的部分段落，但是与工业污染相比淘金的影响相当低。
19世纪晚期和20世纪初期被排泄到河里的重金属沉积在河底，包括市内和墨尔本港的下游地区，部分沉积在菲利普港。由于这里被人工挖深，重金属没有被冲走。在下游的一些支流里也有油和污迹的遗迹。

### 污染
细菌，尤其是大腸桿菌的密度以及润滑脂、油和重金属的沉积是雅拉河及其支流最大的问题。
在一些支流大肠杆菌的密度超过安全标准的200倍，其来源主要是因为维护不良的化粪池。
一些工业企业至今为止依然使用雅拉河排泄废水。比如造纸公司安姆科公司在近年内数次因为污染雅拉河和环境被罚款。2007年因为从其爱范顿工厂向雅拉河排泄纸浆被罚五千澳大利亚元。2008年同厂因为向雅拉河排泄油又被罚款八万元。
社群组织、市和州政府设立了一些项目来减轻河流和沙滩的污染。

### 伐木
在雅拉河的上游伐木是一个问题，因为它影响水的质量和生产。

### 缺乏洪水
由于缺乏建造堤坝雅拉河没有自然的洪水，因此河边的植物缺乏洪水带来的淤泥和土壤。1957年建造的上雅拉河水库使得雅拉河的流量减半，导致河边缺乏健康的低层植物和新生植物，在有些地方完全缺乏新生植物。这又导致生态环境减少，侵蚀和盐化加剧，这也影响了河边的农业。

### 水色
由于雅拉河很浑浊因此它也被贬称为“反过来的河”。它的混浊棕色的颜色来自于它的流域里很容易被侵蚀的粘土。欧洲人刚刚到达这里的时候它的河水是清晰的，但是从19世纪中开始强烈的改造和发展导致了河内大量的微粘土悬浮。河的中游和下游部分水流急的地方使得这些微粒不能沉淀。在菲利普港河水与海水混合时这些悬浮的微粒粘结到一起沉淀。这些粘土微粒并不是雅拉河污染的主要成分。

## 地理

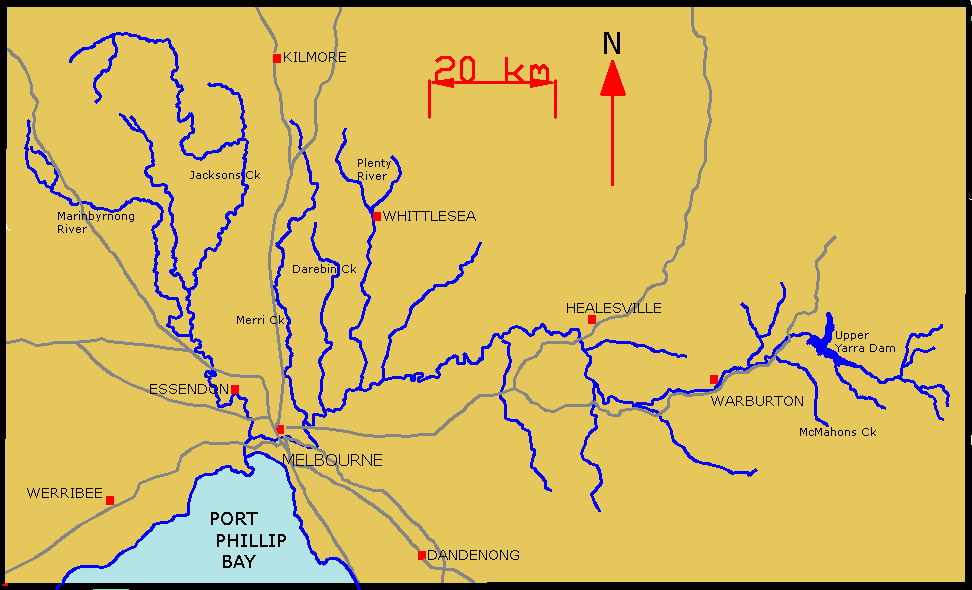
雅拉河及其支流的地图

雅拉河的地质历史很复杂。乌兰德杰瑞人永续性地使用其资源四万年左右，但是从19世纪中欧洲人定居和使用雅拉河开始其地理发生了巨大的变化，反应着对它及其资源不永续性的开发。在雅拉山脉中雅拉河有49条有名称的支流已经许多无名的小溪和小流。大多数有名称的支流也都是小溪。雅拉河的下游流过墨尔本。它的总长约为242千米，平均年流量为7180亿立升，这是在它河床上筑坝前流量的约50%。它是澳大利亚通过融雪为水源的河流中最西的，其总流域面积为4000平方公里。

### 支流和地形

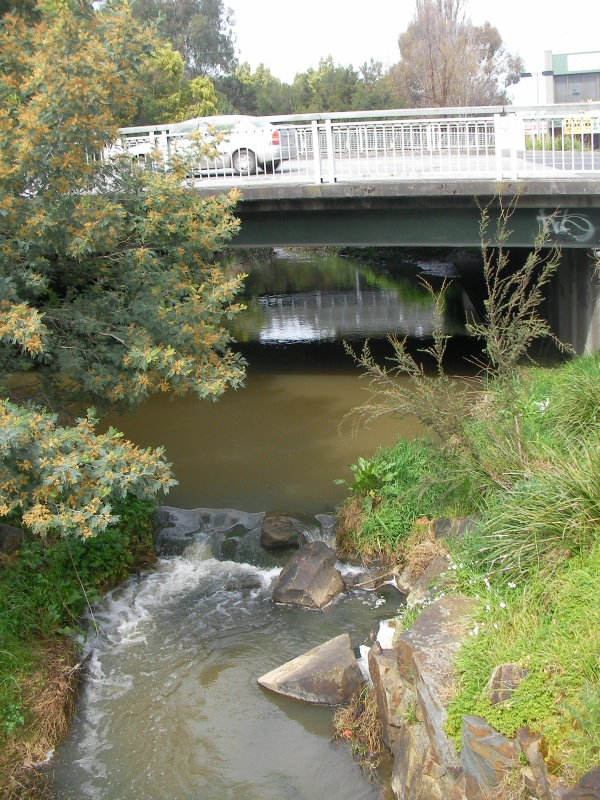
百合谷的奥林达溪

雅拉河的主要支流有河、等。雅拉河有众多不同的地形如河湾、湍流、湖泊、岛屿、河漫滩、沼和沼泽地。大多数地形有按照乌兰德杰瑞语翻译的或者欧洲，尤其是英语的名称。

### 城镇

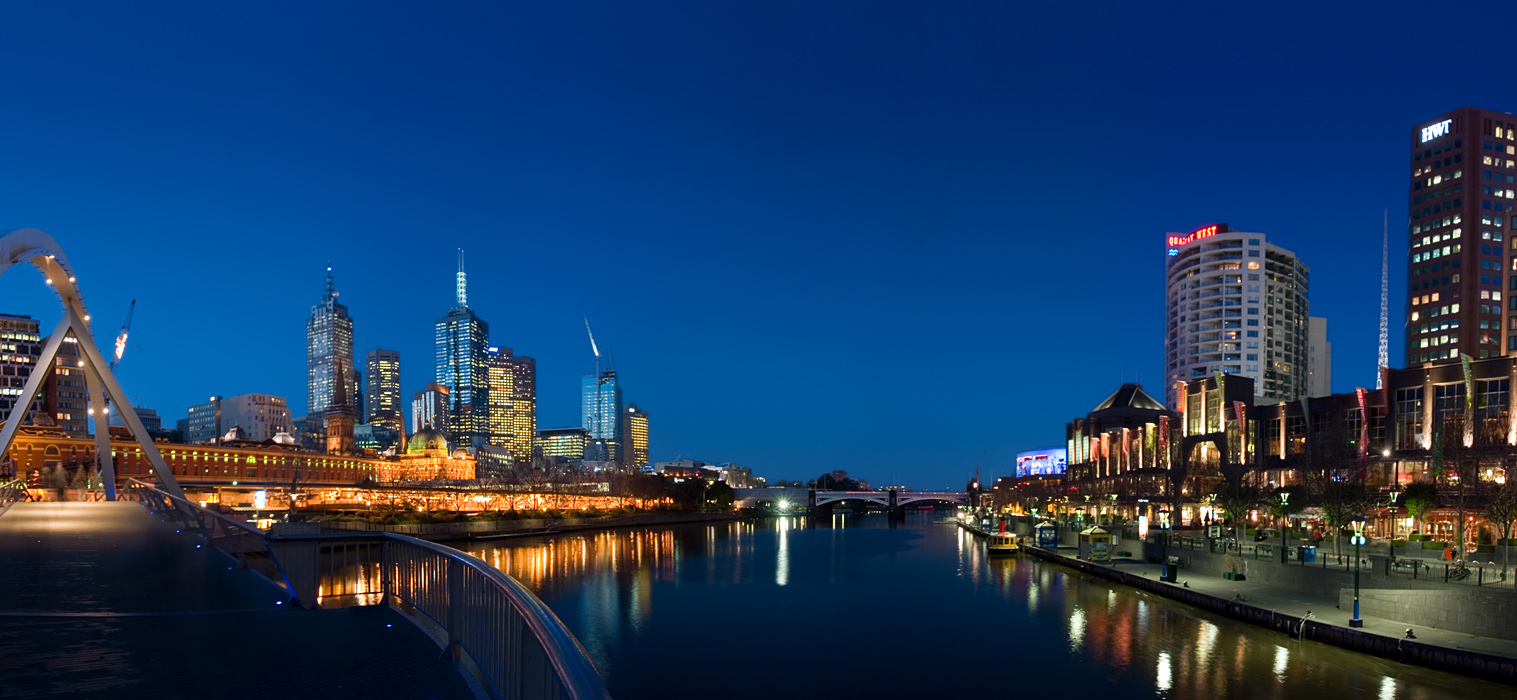
墨尔本

- 墨尔本，400万居民
- 沃兰代特，一万居民
- 亚拉格林，2600名居民
- 希尔斯维尔，6500名居民
- ，2800名居民
- ，2600名居民
- ，1700名居民
- 沃伯顿，2300名居民

## 生态
雅拉河内有数种鱼。在下游主要是南地刺鲷和水母，在上游有少量河鲈、鳟等，但是大多数鱼都受重金属和砷污染，因此无法食用。海豚可以逆流到南雅拉，这被看作是河水质量上升的标志。

## 河段

### 上游

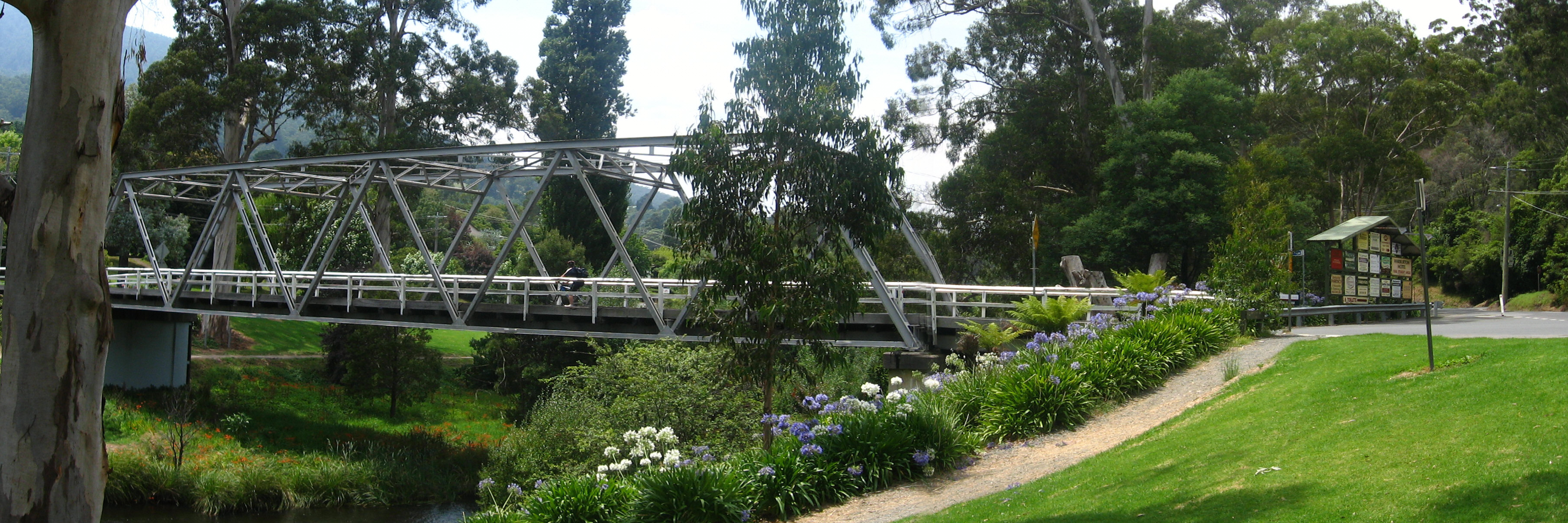
沃伯顿的布里斯班桥

雅拉河的源头位于波波山高地以西的雅拉山脉国家公园高处的一系列沼泽地里。这是一个茂密的亚高山森林公园，除了墨尔本水务局的职工外这个公园不对外开放。公园里有一种非常高的桉树：瑞格楠和桫欏目蕨类，以及一小块剩余下来的雨林。
雅拉河上游大坝是雅拉河上的数个大坝中最上游的，它的水库为墨尔本提供大量饮水，它也是公众能够看到的雅拉河最上游的地方（不过大坝本身不能参观）。在木材和休养城沃伯顿以上雅拉河流过覆盖着温带森林的山地。
沃伯顿以下的雅拉河两岸逐渐开放，出现农庄，其中包括饲养肉牛和奶牛的农庄。在雅拉河转向北，越来越多的地方被葡萄园覆盖，成为雅拉河河谷的葡萄酒产地。在希尔斯维尔雅拉河又转向西，河床越来越粉质，河水的清晰度降低。从亚拉格林开始它的河水开始变成下游的棕色。

### 中游

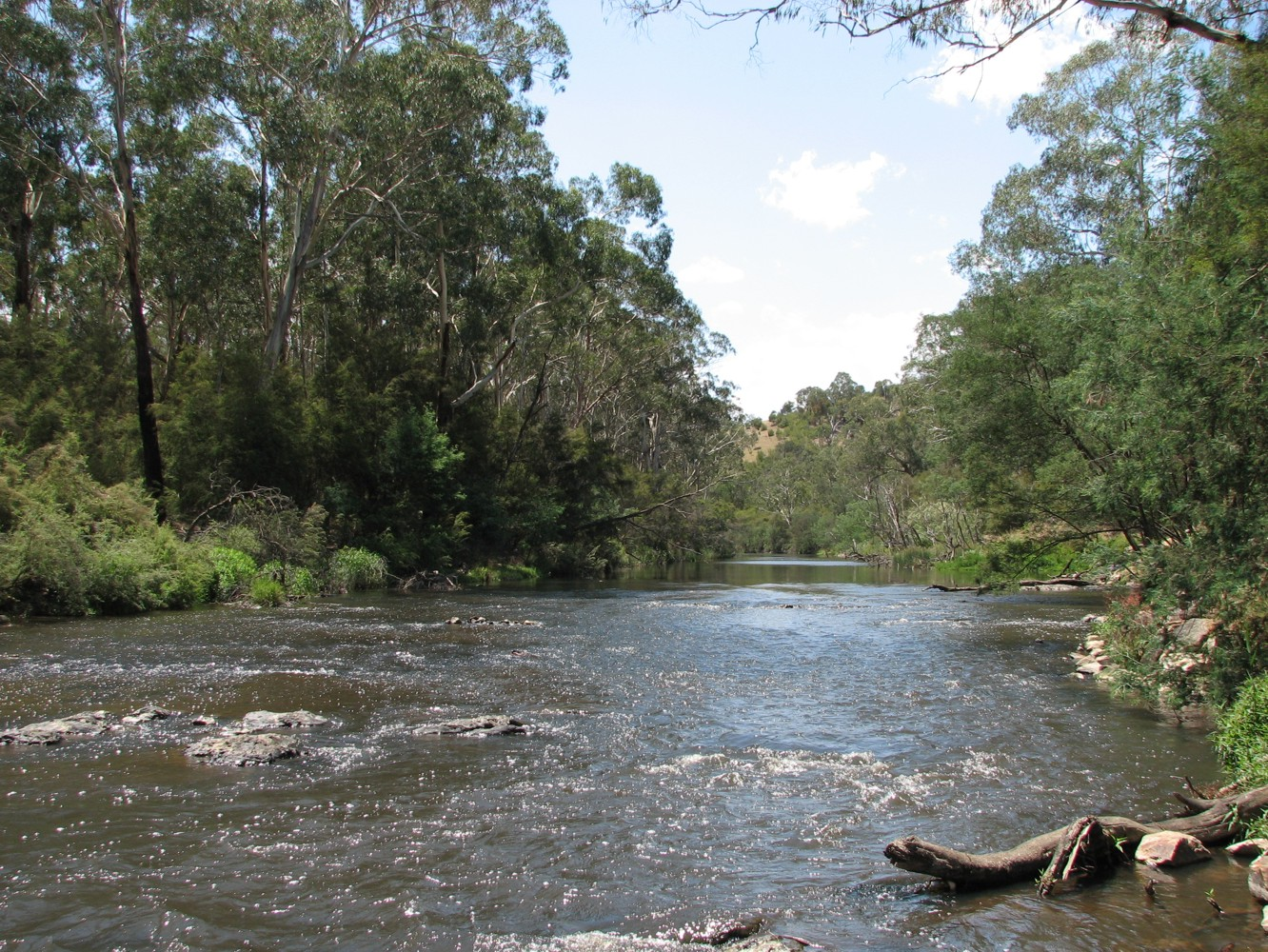
流过大白面鸽公园

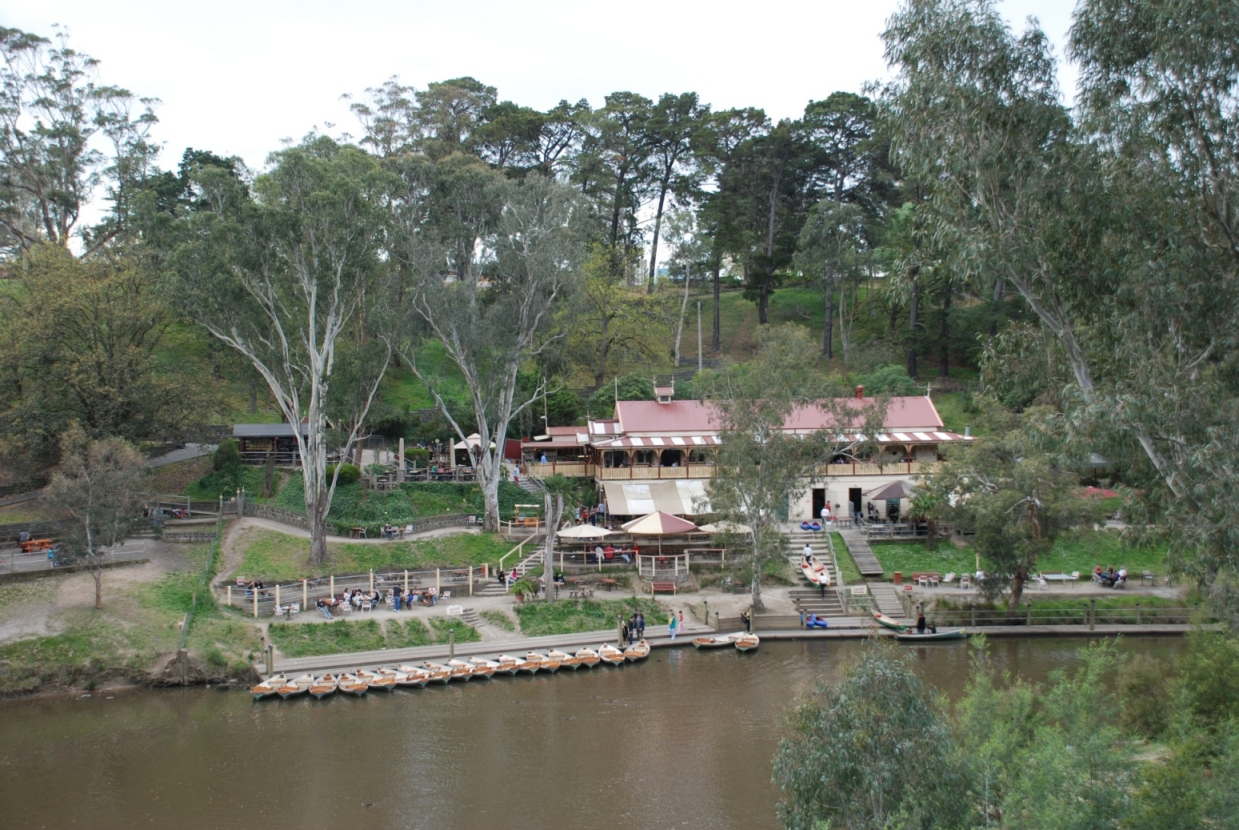
费尔菲尔德船屋

雅拉河在邱恩塞德公园进入墨尔本市区，在这个部分河段几乎全部被公园环绕，周边全部是当地的植物。从沃兰代特开始一条被称为主雅拉河小径的步行和自行车道一直延伸到市中心。在坦普斯沃河上出现许多滑艇。在这里水虽然已经不那么清晰了，但是水中的鱼还可以吃，人还可以在水里游泳。在河的泛滥平原上有一些小的爱好者农庄。这些农庄里市中心非常近，几乎完全被市区围绕。
海德堡画派是在海德堡形成的，这个画派是最早精确地记录下澳大利亚风景及其特征的欧洲画家组成的。在河边的小径上可以看到一些他们的画，有些地方依然可以辨认出来。

### 下游

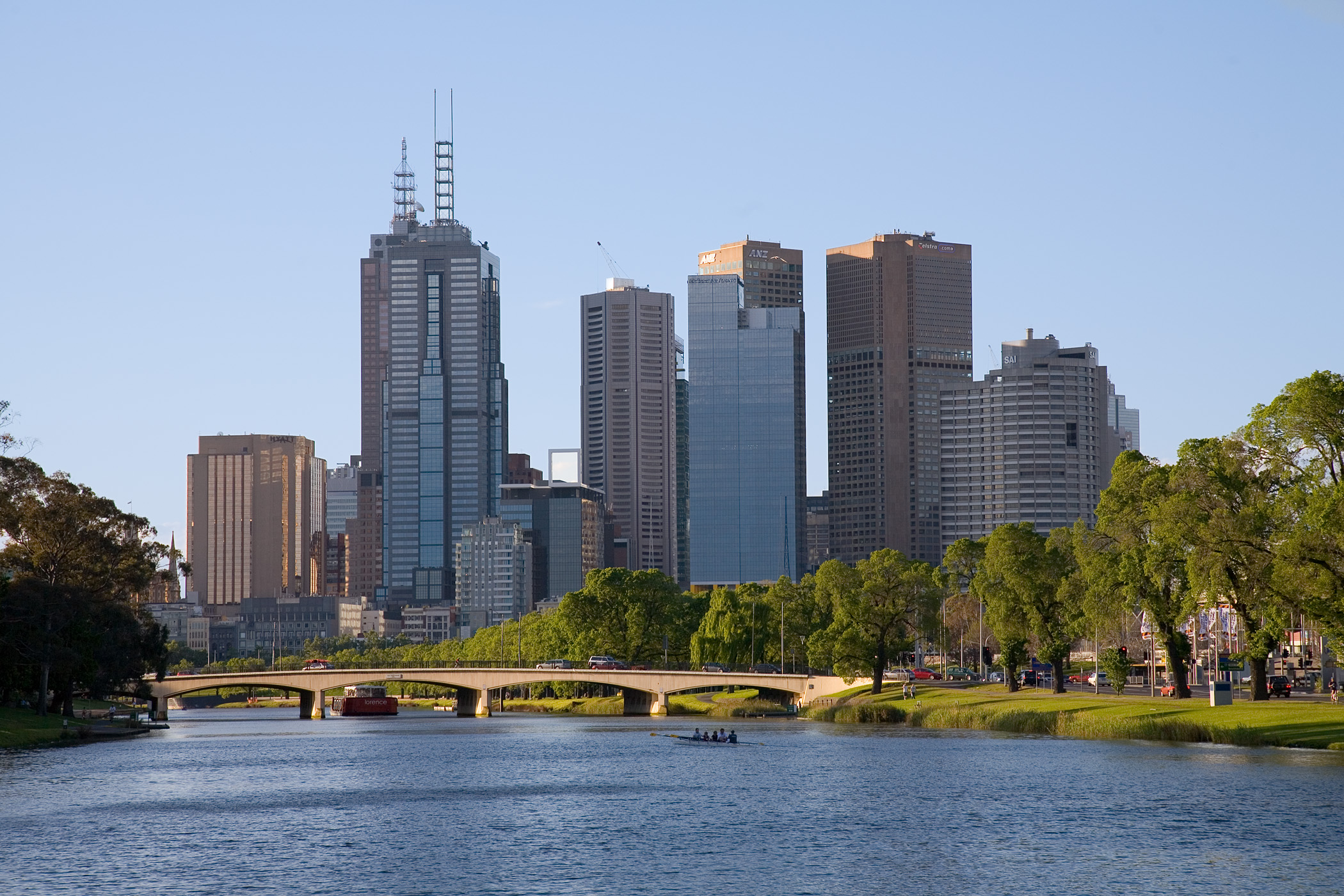
雅拉河从西北流向墨尔本市中心

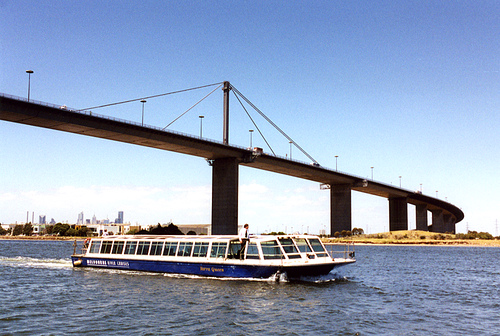
靠近入海口的雅拉河

进入内墨尔本后雅拉河越来越接近其河口，在它的南岸是墨尔本的中央商业区。每年的蒙巴节是在这里举办的。节日上的滑水比赛尤其吸引大量观众。从濱海港區到板球場是2006年英聯邦運動會中女王接力棒传递的最后一段。许多墨尔本的私费学校在这里训练赛艇。
在下游游客还可以乘船观赏两岸的风光。这些低顶棚的船可以在这段河段众多的桥下经过。在老墨尔本海关前面的这个河段过去是船调头的地方。这个地方过去有一些石头造成瀑布阻止海水和大船向上游进入。1883年这些石头被使用炸药和蛙人消除掉了。
雅拉河的最后一段流过墨尔本港，博尔特大桥和西门大桥在这里跨过雅拉河。今天的河床是1886年一条运河被开凿后形成的。这个运河开通后形成了库德岛，今天河的原道逐渐被堵塞，因此库德岛成为北岸的一部分。雅拉河流入菲利普港。这是墨尔本港被改变最大的一部分，它也是澳大利亚最繁忙的海港。

## 过河
自从1844年第一座永久性过河建筑建成以来河上今天有60多个行人、汽车和其它交通工具可以过河的地方。雅拉河最宽的地方只有350米，而且平均一般只有50米宽，大多数桥梁位于大墨尔本境内。在河的入海口附近桥梁不多，其中最著名的有西门大桥、博尔特大桥和王子桥。此外还有两座隧道。河上也还有一些比较古老的桥。在沃伯顿过河的设施比较少。

## 公园

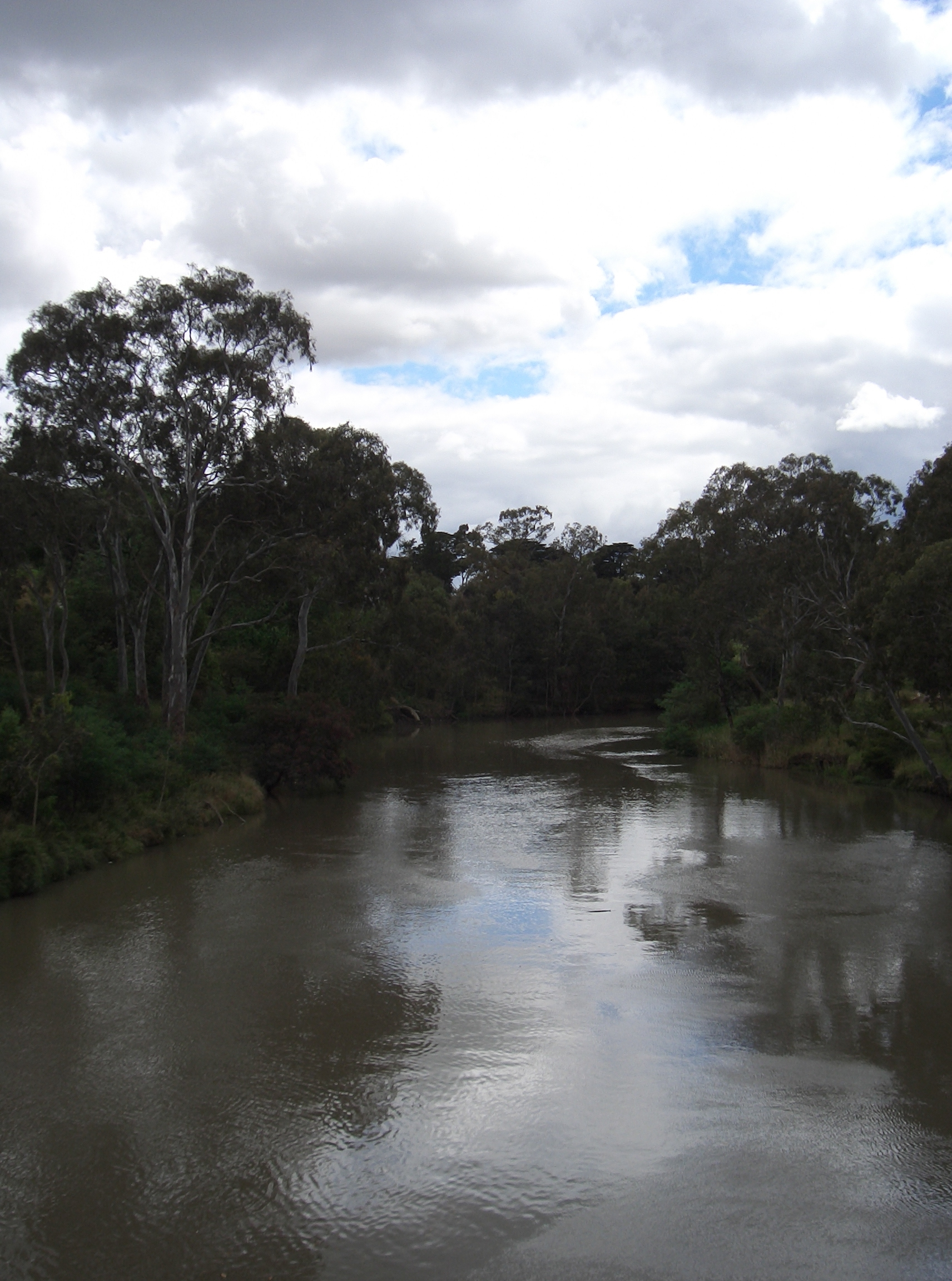
雅拉河弯公园

雅拉河畔有一些保留地区，它们的目的主要是保护自然环境或者用来做休闲。其中大多数由州政府管理。

## 流行文化

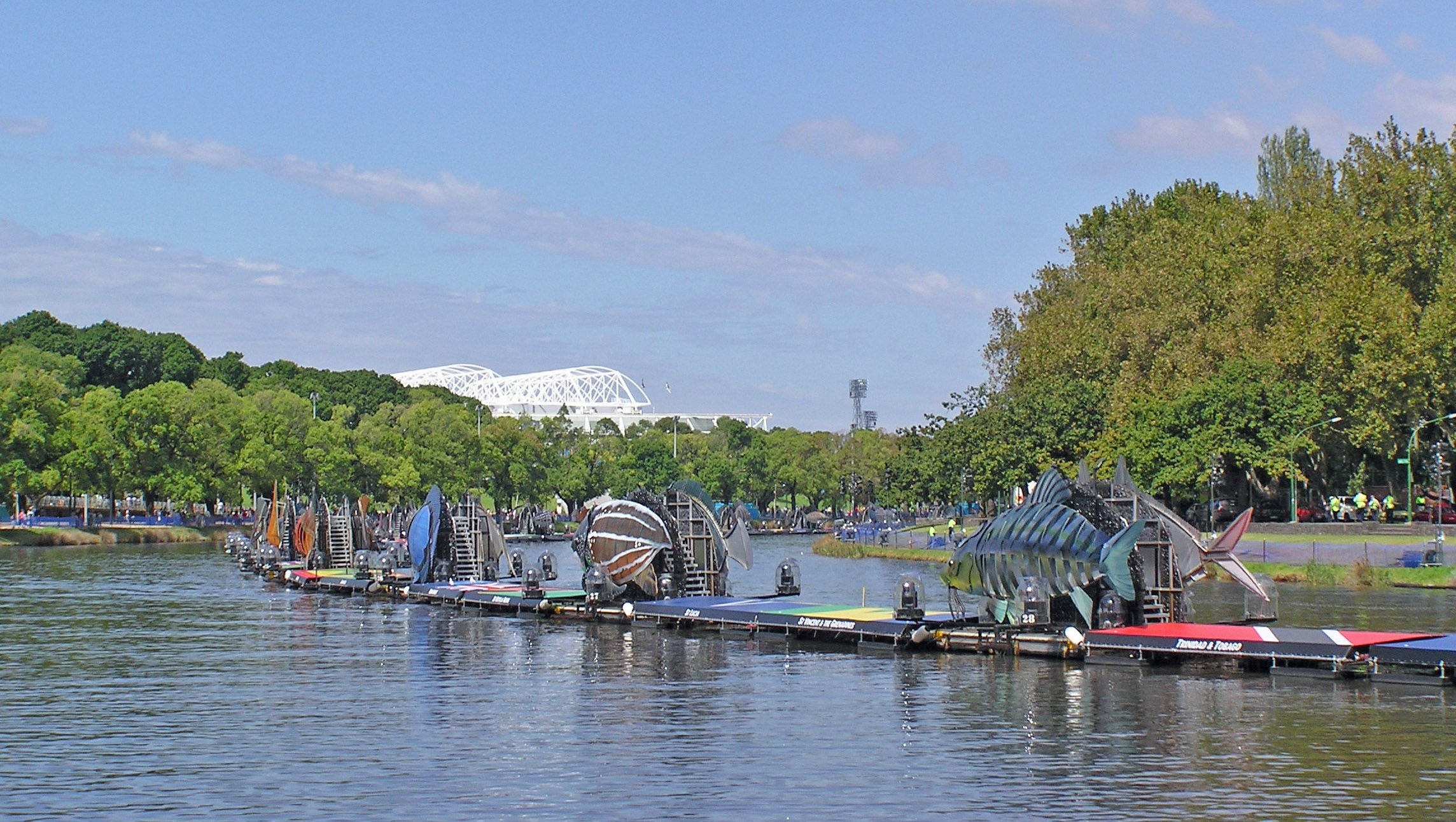
2006年英聯邦運動會时河上的鱼塑像

雅拉河是墨尔本文化的重要部分和城市的标志之一，因此它始终是艺术灵感的来源和出现在文化表达中。
- 许多画家画了雅拉河
- 年度的蒙巴节庆祝雅拉河对墨尔本文化的重要性
- 多首歌曲
- 诗

## 休闲

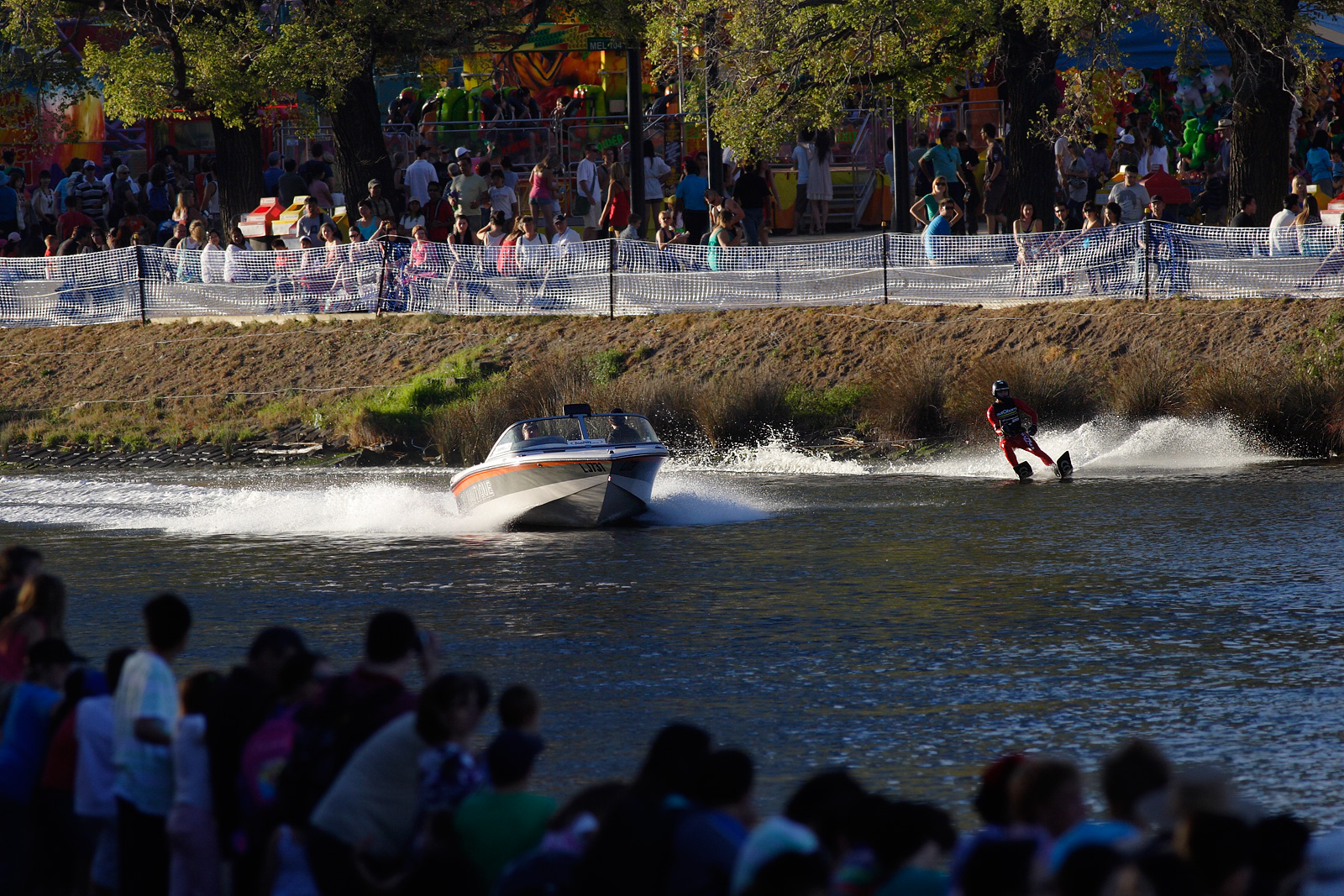
滑水

在其整个流域里雅拉河上有人驾游艇、划船、滑水、划皮划艇、游泳、钓鱼，河边有人其自行车、跑步、跋涉，等等。在河的上游钓鱼很普及。在以上河很窄，因此休闲的种类有限。在中游划船和划皮划艇很普及，根据水位不同这里有一些简单到中等的湍流。
在夏季在中游，尤其在沃兰代特，游泳也很普及。但是要指出的是这里有一些水下的矿井隧道，它们可能能够造成漩涡把游泳的人吸到隧道里去。仅从2004年到2008年在沃兰代特有三人因此丧身。在下游游泳比较安全些，但是在下游水的污染程度越来越严重也不宜游泳。
在下游河上主要划赛艇。在王子桥以东有数个赛艇码头和仓库，许多私费学校在河边也有赛艇码头和仓库。在每年的一些时候，尤其是在蒙巴节的时候，这个河段上被滑水使用。雅拉河的河岸上大多数道路是铺设的，因此有许多人在这里骑车、跑步和跋涉。雅拉河小径和都市小径在离河一段距离的地方穿越整个市区
河上也有许多游艇，在图拉克一些大的私宅有自己的船坞，新造的码头也有大型的游艇码头。在霍桑以上驾驶游艇比较困难，游艇无法进入中游。大多数游艇集中在墨尔本市中心。

### 行船
所有在博尔特大桥以上遵守维多利亚州公园管理的规则、在博尔特大桥以下最受墨尔本港公司管理规则的人均可以使用雅拉河。河上所有行船均限速每小时九千米。在一些公共活动（比如蒙巴节）部分河段被关闭。
从入海口到中游全长22千米的范围内大多数游艇可以在这里行船，在这一段里潮汐对水位也有影响。在这一段里在涨潮的时候有四座桥有高度限制。

### 引用
1. ↑  . Vicnames. Government of Victoria. 2 May 1966  [8 March 2014]. （原始内容存档于8 March 2014）.
2. ↑  . Vicnames. Government of Victoria. 2 May 1966  [8 March 2014]. （原始内容存档于8 March 2014）.
3. ↑  . Bonzle Digital Atlas of Australia.   [8 March 2014]. （原始内容存档于2018-10-03）.
4. ↑  Meyer Eidelson, 《The Melbourne Dreaming. A Guide to the Aboriginal Places of Melbourne》, 14–17页, Aboriginal Studies Press, 堪培拉, 1997年. 2000年重印. ISBN 978-0-85575-306-1
5. 1 2  Eidelson, Meyer. . Canberra: Aboriginal Studies Press. 1997年: 6. ISBN 0-85575-306-4.
6. ↑  Reed, A. W. . Reed New Holland. 1967年: 87–88. ISBN 1-87633-400-2.
7. ↑  Bowler, J.M.  (PDF). MEMOIRS of the NATIONAL MUSEUM OF VICTORIA MELBOURNE. NATIONAL MUSEUM OF VICTORIA. 1966  [13 September 2013]. （原始内容存档 (PDF)于2021-11-08）. |volume=被忽略 (帮助)
8. ↑  . Australian Journal of Earth Sciences. 8 November 2010, 48 (3).
9. ↑  . www.bom.gov.au.   [2008-07-18]. （原始内容存档于2011-11-03）.
10. ↑  . ABC News. www.abc.net.au. 2008年2月5日  [2008-07-18]. （原始内容存档于2008-05-15）.
11. 1 2   (PDF). epa.vic.gov.au.   [2008-09-29]. （原始内容 (PDF)存档于2008-10-01）.
12. ↑  Gardiner, Ashley. . Herald Sun (www.news.com.au). 2008年5月31日  [2008-07-18]. （原始内容存档于2012-12-03）.
13. ↑  维多利亚州州政府 的存檔，存档日期2014-03-08.
14. ↑  维多利亚州州政府 的存檔，存档日期2013-11-13.
15. ↑   (PDF). litter.vic.gov.au.   [2008-09-29]. （原始内容 (PDF)存档于2008-10-01）.
16. ↑  Local news, sport, events, gig guide, groups, blogs, classifieds | whereilive  的存檔，存档日期2009-02-18.
17. ↑  .   [2011-05-28]. （原始内容存档于2021-01-26）.
18. ↑  .   [2011-05-28]. （原始内容存档于2012-11-02）.
19. ↑  .   [2016-02-08]. （原始内容存档于2013-06-05）.
20. ↑  维多利亚州州政府 的存檔，存档日期2009-05-31.
21. ↑  .   [2011-05-28]. （原始内容存档于2012-09-05）.
22. ↑  .   [2011-05-28]. （原始内容存档于2019-04-06）.
23. ↑  . 墨尔本港.   [2008-08-21]. （原始内容存档于2012-09-07）.